# Överturingen
Överturingen is een plaats in de gemeente Ånge in het landschap Jämtland en de provincie Västernorrlands län in Zweden. De plaats heeft 67 inwoners (2005) en een oppervlakte van 31 hectare. De plaats ligt aan de rivier de Ljungan stroomt langs de plaats.

## Verkeer en vervoer
Bij de plaats loopt de Länsväg 315.